# 방호순양함
방호순양함(Protected Cruiser)는 19세기말의 순양함의 한 형태로, 갑판의 장갑이 그 위에서의 포탄의 폭발에 의한 파편으로부터 중요한 기계실을 보호하여 붙여진 이름이다. 이들은, 양쪽으로 장갑대를 두른 장갑순양함(armoured cruiser)보다는 방호가 덜하다.
장갑순양함이 순양전함으로 발전되었고, 방호순양함은 경순양함과 중순양함으로 발전된 것으로 여겨진다. (또한, 전노급전함은 노급전함으로 대체되었다.)

## 같이 보기
- 장갑순양함

## 참고 문헌 및 링크
- 「증기와 철재 시대의 군함」, 《브리태니커대백과》[깨진 링크(과거 내용 찾기)]